# Attagenus beali
Attagenus beali es una especie de coleóptero de la familia Dermestidae.

## Distribución geográfica
Habita en Arabia Saudita.